# Алан Маклафлін
Алан Френсис Маклафлін (англ. Alan Francis McLoughlin; нар. 20 квітня 1967, Манчестер, Англія — пом. 4 травня 2021) — ірландський футболіст та тренер, який виступав на позиції півзахисника в англійських клубах та національної збірної Ірландії. Відомий своїми виступами за «Свіндон Таун» та «Портсмут». Його найяскравішим моментом у міжнародній кар'єрі став гол (зрівняв рахунок) у матчі проти Північної Ірландії в Белфасті, який вивів Ірландію на чемпіонату світу 1994 року.

## Клубна кар'єра

### «Манчестер Юнайтед»
У липні 1983 року закінчив школу, після чого тренувався разом з «Манчестер Юнайтед». Напередодні старту сезону 1985/86 років переведений до першої команди, однак в її складі не зіграв жодного офіційного поєдинку. Натомість провів 40 матчів за резервну команду «червоних».

### «Свіндон Таун»
Після відходу з Олд Траффорд, Алан грав у товариському турнірі за «Сток Сіті», але до підписання контракту справа так і не дійшла. Взяв участь у виїзному товариському матчі проти «Даргем Юніверситі». Після цього «Олдем Атлетік» запросив Алана на тижневий перегляд, але в серпні 1986 року гравець обрав «Свіндон Таун», який напередодні цього виборов путівку до Третього дивізіону Футбольної ліги. У новій команді дебютував 12 вересня 1986 року в нічийному (2:2) поєдинку проти «Ньюпорт Каунті». Однак він не відповідав стилю гри «лонг болу» тодішнього тренера Лу Макарі, а через сім місяців та дев'яти зіграних перейшов в оренду до «Торкі Юнайтед». Його кар'єра в «Свіндоні», здавалося, закінчилася, коли він повернувся до «Торкі» на початку наступного сезону для чергової оренди, але дискваліфікації інших гравців означали, що Маклафлін отримав ще один шанс у першій команді, і незабаром він зарекомендував себе як стабільний гравець основи «Свідона».
Саме за наступника Макарі на посаді головного тренера клубу Освальдо Арділеса Маклафлін справді розквітнув. У дебютному для Арділеса сезоні на тренерському містку «Свідона» регулярно виходив на поле, відзначився 16-ма голами. Прекрасний для себе сезон завершив 28 травня 1990 року на Вемблі переможним голом у фіналі плей-оф проти «Садерленда». Однак напередодні початку наступного сезону городян понизили в Футбольній лізі за нерегулярні виплати гравцям. Це спочатку означало, що «Сандерленд» вийшов до Першого дивізіону, а Свіндон понижений до третього дивізіону; своє ж місце у Другому дивізіоні він втратив на користь представника Третього дивізіону «Транмер Роверз», який програв у фіналі плей-оф за право підвищитися в класі. Однак після подачі апеляції, «городянам» повернули місце в Другому дивізіоні.

### «Саутгемптон»
Тим часом «Свіндон» почав відчувати фінансові проблеми, через що довелося продавати гравців. У грудні 1990 року Алан перейшов з «городян» до «Саутгемптона» за рекордні для клубу 1 мільйон фунтів стерлінгів. Однак Маклафіну не вдалося набрати форми, яку він демонстрував у «Свіндон Таун», через що довелося відправитися в оренду спочатку до «Астон Вілли», а згодом — до «Портсмута».

### «Портсмут»
в останньому з вище вказаних клубів добре зарекомендував себе, тому керівництво «Портсмута» вирішило зробити ставку на нього. У лютому 1992 року Алан переїхав на Фраттон Парк за 400 000 фунтів стерлінгів, провівши лише 29 виступів за «Святих». Він допоміг «Портсмуту» вийти в півфінал Кубку Англії 1992 року, відзначившись переможним голом у чвертьфінальному поєдинку проти «Ноттінгем Форест», але в півфіналі його команда зустрілася з «Ліверпулем» й поступилася в серії післяматчевих пенальті. Допоміг «Портсмуту» поборотися за вихід до Прем’єр-ліги 1992/93, але «Вест Гем Юнайтед» отримав автоматичне підвищення, а команда Маклафіна програла в плей-оф «Лестер Сіті».

### «Віган Атлетік»
у грудні 1999 року проданий у «Віган Атлетік» за 260 000 євро. Однак травми завадили йому закріпитися в основі команди, через що він провів лише 22 матчі за «Віган», в яких відзначився трьома голами. Єдиним голом у чемпіонаті відзначився в поєдинку проти «Джиллінгема», а також відзначився дублем у матчі Трофею Футбольної ліги проти «Олдем Атлетіка».

### «Рочдейл»
У грудні 2001 року перейшов вільним агентом до «Рочдейла» й допоміг команді вийти в плей-оф у 2001/02, де двічі виконував пенальті в останньому турі чемпіонату проти «Бристоль Роверз».

### «Форест Грін Роверз»
Наприкінці своєї кар’єри Маклафлін приєднався до «Форест Грін Роверз» як граючий тренер на сезон 2002–2003 року. Взяв участь у поєдинку першого раунду Кубку Англії проти «Ексетер Сіті», який транслювався в прямому ефірі на BBC Match of the Day. Наприкінці сезону Маклафлін завершив кар'єру гравця, щоб сконцентруватися на тренерській роботі в клубі.

## Кар'єра в збірній
Виступи Алана на клубному рівні принесли йому зацікавленість з боку головного тренера національної збірної Ірландії Джека Чарльтона до команди для виступів на чемпіонаті світу 1990 року в Італії. Дебютував за національну команду 2 червня 1990 року в переможному (3:0) товариському поєдинку проти Мальти. На чемпіонаті світу 1990 року зіграв два поєдинки, виходив на заміну в матчах проти Англії та Єгипту
. 17 листопада 1993 року Маклафлін вийшов на заміну та відзначився голом на 76-й хвилині (зрівняв рахунок) у нічийному (1:1) матчі проти Північної Ірландії на Віндзор Парк в кваліфікації чемпіонату світу 1994 року; нічия в поєднанні з поразкою Іспанії від Данії означала, що збірна Ірландії пройшла кваліфікацію на чемпіонат світу 1994 року в США. Алан став першим гравцем «Портсмута», якого викликали до будь-якої збірної для участі на чемпіонату світу з часів турніру 1958 року — за дев'ять років до народження самого Маклафліна. Загалом зіграв 42 матчі за збірну Ірландії та відзначився двома голами, а своїм останнім голом за збірну відзначився 2 квітня 1997 року в програному (2:3) виїзному поєдинку проти Македонії.

## Кар'єра на телебаченні
Після закінчення кар'єри гравця Маклафлін повернувся до «Портсмута», де став співкоментатором нині вже неіснуючої в Портсмуті радіостанції The Quay. У лютому 2011 року перейшов на BBC Radio Solent на посаду співкоментатора матчів Портсмута. Призупинив кар'єру на радіо в 2011 році, після того як отримав пропозицію приєднатися до тренерського штабу «Портсмута». Іноді підміняв Гая Віттінгема як співкоментатор BBC Radio Solent.

## Кар'єра тренера
У липні 2011 року приєднався до «Портсмута» на посаду старшого тренера академії, працюючи разом з іншими улюбленцями клубу Енді Оуфордом та Полом Хардіманом. 8 липня 2013 року призначений тренером першої команди «Портсмута». Разом з менеджером Гаєм Віттінгемом працював асистентом головного тренера в першому після пониження в класі в сезоні у Другій лізі. Віттінгема звільнили у листопаді 2013 року, а його місце зайняв Річі Баркер, який пропрацював лише три місяці. Потім Енді Оуфорд очолив команду до кінця сезону, оскільки разом з Гардіманом і Маклафліном Портсмут залишався непереможеним в останніх семи матчах, зберігаючи своє місце в лізі та фінішував на 13-му місці. Оуфорда призначили головним тренером на постійній основі, а Маклафлін у травні 2014 року продовжив свою роботу в тренерському штабі першої команди разом з новим помічником Полом Гардіманом. 4 грудня 2014 року звільнений з посади тренера першої команди «Портсмута».

## Особисте життя
Народився 1967 року в Манчестері в родині етнічних ірландців, зростав на Мейн-Роуд, недалеко від тодішньої однойменного стадіону «Манчестер Сіті». Навчався в католицькій школі Святого Марка, того ж року, коли й колишній гітарист та співак Oasis Ноел Галлахер. Проживав у Свіндоні разом з дружиною та двома доньками.
У 2012 році в Алана діагностували пухлину нирки, він переніс успішну операцію. Однак 4 травня 2021 року у віці 54 років помер від раку в нирках, грудній стінці та легенях.

## Досягнення
«Свіндон Таун»
- Плей-оф Другого дивізіону футбольної ліги
  -  Чемпіон (1): 1990
- Плей-оф Третього дивізіону футбольної ліги
  -  Чемпіон (1): 1987

Індивідуальні
- Найкращий закордонний гравець Ірландії за версією ФАІ (1): 1996
- Найкращий гравець сезону «Свіндон Таун» (1): 1990
- Внесений до Зали слави «Свіндон Тауна»
- Внесений до Зали слави «Портсмута» (2010)